# ۱۰۰۶ (میلادی)
۱۰۰۶ (میلادی) هزار و ششمین سال تقویم میلادی است.

## رویدادها
- پایان سلسله صفاریان

## زادگان
- کنستانتین دهم دوکاس، امپراتور بیزانس (تاریخ احتمالی) (مرگ ۱۰۶۷ (میلادی))
- خواجه عبدالله انصاری، شاعر صوفی پارسی (مرگ ۱۰۸۸ (میلادی))

## درگذشتگان
- شریرا گائون، رهبر معنوی یهودی

‎